# Flurica amazonica
Espèce
Flurica amazonica est une espèce d'araignées aranéomorphes de la famille des Salticidae.

## Distribution
Cette espèce est endémique du département du Beni en Bolivie,. Elle se rencontre dans la province de José Ballivián vers San Borja.

## Description
Le mâle holotype mesure 3,8 mm.
Cette araignée est myrmécomorphe.

## Systématique et taxinomie
Cette espèce a été décrite par Perger, Metzner, Höfer et Rubio en 2023.

## Étymologie
Son nom d'espèce lui a été donné en référence au lieu de sa découverte, l'Amazonie.

## Publication originale
- Perger, Metzner, Höfer & Rubio, 2023 : « A new species of the jumping spider Flurica Perger & Rubio, 2022 from southwest Amazon forest (Araneae: Salticidae: Simonellini). » Arachnology, vol. 19, no 5, p. 798-801.